# Цаліков Руслан Хаджісмелович
Руслан Хаджисмелович Цаліков (нар.. 31 липня 1956 , Орджонікідзе, Північно-Осетинська АРСР, РРФСР, СРСР) — російський державний діяч. Перший заступник міністра оборони Російської Федерації з 24 грудня 2015 року. Дійсний державний радник Російської Федерації 1-го класу (2007).
Заслужений економіст Російської Федерації (2003). Лауреат премії Уряду Російської Федерації (2012). Повний кавалер ордена «За заслуги перед Батьківщиною». Кандидат економічних наук (1983).
З 15 березня 2022 року за підтримку російського вторгнення в Україну перебуває під санкціями США, а з 6 жовтня 2022 року і під санкціями всіх країн Європейського союзу .

## Життєпис
Руслан Цаліков народився 31 липня 1956 року в місті Орджонікідзе Північно-Осетинської АРСР (РРФСР, СРСР).
З 1973 по 1978 рік навчався в Північно-Осетинському державному університеті імені К. Л. Хетагурова (місто Орджонікідзе). Спеціальність за освітою — економіст . Після закінчення університету, з 1978 до 1983 року, перебував у аспірантурі Московського інституту народного господарства ім. Г. В. Плеханова (стажер-дослідник, аспірант). З 1983 по 1987 рр. — асистент кафедри економіки праці, старший викладач, заступник декана економічного факультету Північно-Осетинського державного університету . Потім до 1989 року обіймав посаду заступник генерального директора з економічних питань виробничого меблевого об'єднання «Казбек» (місто Орджонікідзе).
З 1989 року Руслан Цаліков перебуває на державній службі в РФ. Спочатку обіймав посаду головного контролера-ревізора КРУ Мінфіну РРФСР по Північно- Осетинській АРСР (місто Орджонікідзе). У 1990 році був призначений міністром фінансів Північної Осетії .

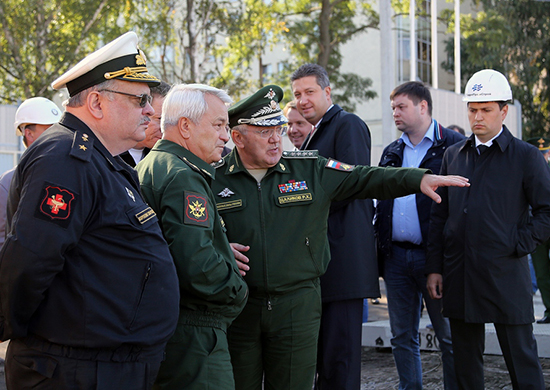
Заступники міністра оборони РФ Руслан Цаліков та Микола Панков інспектують хід будівництва Багатопрофільної клініки Військово-медична академія імені С. М. Кірова. Санкт-Петербург, 2015 рік

У 1994 році перейшов на роботу до МНС РФ: шість років обіймав посаду начальника Головного фінансово-економічного управління, а потім керівника Департаменту фінансово-економічної діяльності міністерства Російської Федерації у справах цивільної оборони, надзвичайних ситуацій та ліквідації наслідків стихійних лих . З 26 листопада 1994 року — член колегії МНС Росії З 2000 по 2005 рік був заступником міністра Російської Федерації у справах цивільної оборони, надзвичайних ситуацій і ліквідації наслідків стихійних лих. З 2005 по 2007 рік — статс-секретар — заступник міністра Російської Федерації у справах цивільної оборони, надзвичайних ситуацій та ліквідації наслідків стихійного лиха. З 14 червня 2007 року по 30 травня 2012 року — перший заступник міністра Російської Федерації у справах цивільної оборони, надзвичайних ситуацій та ліквідації наслідків стихійного лиха.
У травні 2012 року перейшов на посаду віце-губернатора Московської області. З 6 по 8 листопада 2012 року — виконуючий обов'язки губернатора Московської області за посадою.
З 15 листопада 2012 року й донині обіймає посаду заступника міністра оборони Російської Федерації . Опікується питаннями розквартування військ, житлового забезпечення, будівництва та капітального ремонту, управління майном, судово-правової роботи, фінансового контролю, медичного забезпечення, інформаційної політики, взаємодії з правоохоронними органами та діяльність АТ «Гарнізон» . У його підпорядкуванні перебувають: Департаменти Міноборони Росії: державного замовника капітального будівництва, претензійної та судово-правової роботи, житлового забезпечення та майнових відносин; Управління державного архітектурно-будівельного нагляду; Державна експертиза; Головне військово-медичне управління ; Контрольно-фінансова інспекція; Федеральне управління накопичувально-іпотечної системи житлового забезпечення військовослужбовців.
З 24 грудня 2015 року — перший заступник міністра оборони Російської Федерації . 29 січня 2016 року Руслану Цалікову вручено почесний персоніфікований знак — особистий штандарт .

## Нерухомість
Родина Цалікова володіє майном на 4,3 мільярда рублів . Самому Русланові Цалікову належить земельна ділянка з будинком у селі Роздори на Рубльовці, вартістю 3,5 мільярда рублів .
Діти Цалікова не мали легального доходу, але також мають нерухомість :
- Доньки Єлизавета та Юлія володіють у Москві нерухомістю в бізнес-центрі на 132 мільйони рублів, а також у них у власності перебуває ряд офісів на 85 мільйонів рублів[10] ;
- Сини Даніель та Заур у 2021 році придбали дві ділянки у Московській області вартістю кожна у 260 мільйонів рублів. У них також є офіси в Москві, кожен з яких коштує по 400 мільйонів рублів[10]

## Корупційні справи
Травень 2024 р. За даними британської розвідки, російська ФСБ допитала першого заступника міністра оборони РФ Руслана Цалікова у справі про корупцію в міністерстві.

## Санкції
25 лютого 2022 року доданий до санкційного списку Австралії.
З 15 березня 2022 року за підтримку вторгнення Росії в Україну під санкціями США. Також внесений до списку санкцій Великої Британії, як відповідальний за розгортання російських військ, які брали участь у нападі на Україну.
18 березня 2022 року доданий до санкційного списку Японії.
3 травня 2022 року доданий до санкційного списку Нової Зеландії.
6 травня 2022 року, внесений до списку санкцій Канади за "співучасть у виборі президента Путіна вторгнутися в мирну і суверенну країну".
6 жовтня 2022 року проти нього, серед інших, введено санкції Європейського Союзу.
12 жовтня 2022 року доданий до санкційного списку Швейцарії.
19 жовтня 2022 року доданий до санкційного списку України.

## Нагороди

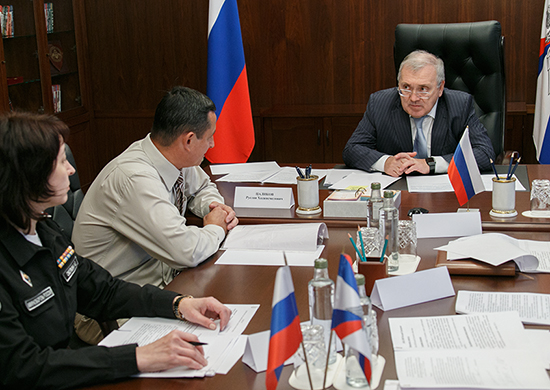
Заступник міністра оборони Руслан Цаліков проводить прийом громадян

- Орден «За заслуги перед Вітчизною» І ступеня[21]
- Орден «За заслуги перед Вітчизною» ІІ ступеня[22]
- Орден «За заслуги перед Вітчизною» ІІІ ступеня
- Орден «За заслуги перед Вітчизною» IV ступеня[22]
- Орден Олександра Невського (2014)[23]
- Орден Дружби (1997)
- Заслужений економіст Російської Федерації (2003)
- Медаль «Учаснику надзвичайних гуманітарних операцій» (МНС Росії, 1996)
- Медаль «За бездоганну службу» (МНС Росії, 2001)
- Медаль «XV років МНС Росії»
- Медаль ФНПР «100 років профспілкам Росії»
- Нагрудний знак МНС Росії «За заслуги» (2004)
- Премія Уряду Російської Федерації в галузі науки і техніки (2012)[24]
- Почесний знак Державної думи Російської Федерації (2018)[25]
- Орден «Адæми Хорзæх» (МОД «Вища Рада Осетин», 2019)[26]
- Почесний громадянин міста Владикавказ (2020)[27]

## Класні чини
- Дійсний державний радник Російської Федерації 1-го класу (13 грудня 2007 року)[28]
- Дійсний державний радник Російської Федерації 2-го класу (7 грудня 2000 року)[29]
- Дійсний державний радник Російської Федерації 3-го класу (9 березня 1999 року)[30]